# Leptobatopsis peterseni
Leptobatopsis peterseni är en stekelart som beskrevs av Setsuya Momoi 1971. Leptobatopsis peterseni ingår i släktet Leptobatopsis och familjen brokparasitsteklar. Inga underarter finns listade i Catalogue of Life.